# Миннесотский университет
Миннесотский университет, или Университет Миннесоты (англ. University of Minnesota) — исследовательский университет, расположенный в Миннеаполисе и Сент-Поле, самых крупных городах штата Миннесота. Этот университет — старейшая и большая часть системы Миннесотских университетов (англ. University of Minnesota system, не путать с Системой университетов и колледжей штата Миннесота, англ. Minnesota State Colleges and Universities System), он имеет четвёртый в стране по размеру кампус.

## Кампусы

### Миннеаполис
Кампус в Миннеаполисе изначально был расположен выше по течению реки, чем он стоит сейчас. На месте первоначального расположения ныне расположен небольшой парк. Школа, которая здесь располагалась, закрылась из-за финансовых проблем во время Гражданской войны в США. В 1867 году, после финансовой помощи от сенатора Джона Филбора, заведение снова открылось. В 1869 году школа подготовки к университету была преобразована в колледж.
Кампус в Миннеаполисе разделён рекой Миссисипи на две части. Восточная часть является самой большой и занимает площадь в 1,24 км².

### Сент-Пол

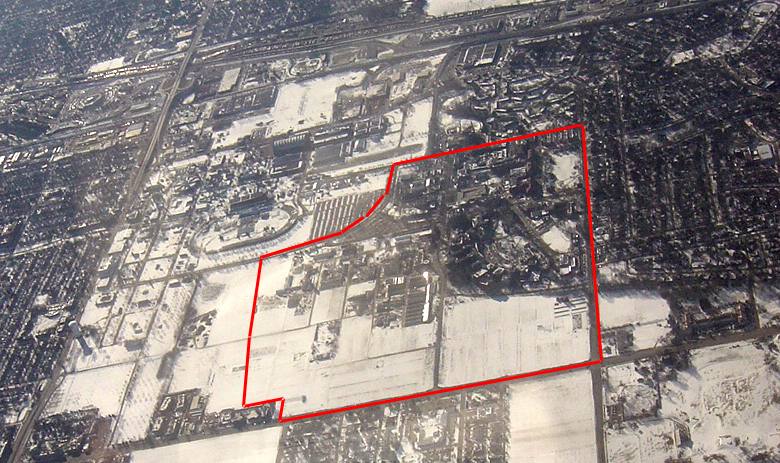
Аэрофотосъёмка местности с юга. Кампус в Сент-Поле обведен красной линией

Кампус в Сент-Поле граничит с пригородом Фолкон-Хайтс. От более городского кампуса в Миннеаполисе он отличается высокой степенью озеленения.

## Скандал с сообществомLinux
На протяжении определённого периода университет Миннесоты вносил недоброкачественные поправки в ядро Linux. Их присутствие игнорировалось модераторами из-за их определённой пользы: вместе с ошибками, которые намеренно создавались командой, шли исправления уязвимостей. Впрочем, даже такую помощь сообщество Linux терпеть не смогло: университету запретили вносить правки в исходный код ядра.
В связи с этим, власти университета сначала принесли свои извинения, а затем пообещали полностью свернуть эту программу исследований.

## Известные выпускники
- Ферингтон Даниэльс (1889—1972) — американский учёный-физик и химик, один из первоисследователей солнечной энергетики.
- Георгиос Яннакис (род. 1958) — греческий и американский учёный в области информатики, профессор Миннесотского университета, директор Центра цифровых технологий.
- Хелен Бусалис (1919—2009) — американский политик-демократ, первая женщина-мэр города Линкольн (1975—1983) и первая женщина-президент Конференции мэров США (1981—1982).